# Schweizer Skimeisterschaften 1948
Die Schweizer Skimeisterschaften 1948 fanden vom 27. bis zum 29. Februar 1948 in St. Moritz und am 7. März 1948 in Saas-Fee statt. Ausgetragen wurden im Skilanglauf die Distanzen 18 km und 50 km. Beim 18-km-Lauf wurde Edi Schild und beim 50-km-Lauf Robert Zurbriggen Erster. Das Skispringen gewann Fritz Tschannen und die Nordische Kombination Niklaus Stump. Im Ski Alpin wurden die Disziplinen Abfahrt und Slalom ausgetragen. Bei den Männern gewann Ralph Olinger die Abfahrt, Karl Molitor den Slalom sowie die Kombinationswertung. Bei den Frauen siegte Lina Mittner in der Abfahrt und abschliessend in der Kombinationswertung. Zudem triumphierte Olivia Ausoni im Slalom.

## Skilanglauf

### 18 km
| Platz | Name              | Verein        | Zeit (std) |
| ----- | ----------------- | ------------- | ---------- |
| 01    | Edi Schild        | SC Kandersteg | 1:20:01    |
| 02    | Robert Zurbriggen | Saas-Fee      | 1:20:30    |
| 03    | Alfons Supersaxo  | Saas-Fee      | 1:21:39    |
| 04    | Niklaus Stump     | Wildhaus      | 1:21:40    |
| 05    | Gottlieb Perren   | Zermatt       | 1:22:30    |
| 06    | Theo Allenbach    | Bern          | 1:23:02    |

Datum: Samstag, 28. Februar 1948
 Der Vorjahressieger über die Langdistanz Edi Schild gewann mit 29 Sekunden Vorsprung vor den Titelverteidiger Robert Zurbriggen und Alfons Supersaxo aus Saas-Fee.

### 50 km
| Platz | Name               | Verein        | Zeit (std) |
| ----- | ------------------ | ------------- | ---------- |
| 01    | Robert Zurbriggen  | Saas-Fee      | 3:19:28    |
| 02    | Edi Schild         | SC Kandersteg | 3:29:40    |
| 03    | Theo Allenbach     | Bern          | 3:32:46    |
| 04    | Louis Bourban      | Saas-Fee      | 3:39:12    |
| 05    | Karl Bricker       | Attinghausen  | 3:39:56    |
| 06    | Arnold Andenmatten | Saas Fee      | 3:40:20    |

Datum: Sonntag, 7. März 1948

Robert Zurbriggen siegte in einer Zeit von 3:19:28 Stunden mit zehn Minuten und 12 Sekunden Vorsprung vor den Vorjahressieger Edi Schild und Theo Allenbach.

## Nordische Kombination

### Einzel
| Platz | Name             | Ort      | Punkte |
| ----- | ---------------- | -------- | ------ |
| 01    | Niklaus Stump    | Wildhaus | 25,04  |
| 02    | Alfons Supersaxo | Saas-Fee | 36,78  |
| 03    | Gottlieb Perren  | Zermatt  | 60,49  |
| 04    | Georg Keller     | SC Davos | 63,01  |
| 05    | Hans Zurbriggen  | Saas-Fee | 67,17  |
| 06    | Theo Allenbach   | Bern     | 69,04  |

Datum: Freitag, den 27. Februar 1948 und Samstag, 28. Februar 1948
 Zum dritten Mal nach 1945 und 1946 gewann Niklaus Stump den Meistertitel in der Nordischen Kombination. Zweiter wurde der Vorjahressieger Alfons Supersaxo aus Saas-Fee.

## Skispringen

### Normalschanze
| Platz | Name             | Verein         | Punkte |
| ----- | ---------------- | -------------- | ------ |
| 01    | Fritz Tschannen  | SC Adelboden   | 231,0  |
| 02    | Hans Zurbriggen  | Saas-Fee       | 224,0  |
| 03    | Charles Blum     | Arosa          | 223,9  |
| 04    | Jacques Perreten | Les Diablerets | 223,0  |
| 05    | Georg Keller     | SC Davos       | 218,0  |

Datum: Sonntag, 29. Februar 1948

Fritz Tschannen gewann auf der Olympiaschanze mit Weiten von 59,5 und 58 Metern vor Hans Zurbriggen und Charles Blum seinen einzigen Meistertitel. Der Vorjahressieger Georg Keller wurde Fünfter.

## Ski Alpin

### Männer

#### Abfahrt
| Platz | Name                 | Verein         | Zeit (min) |
| ----- | -------------------- | -------------- | ---------- |
| 01    | Ralph Olinger        | Engelberg      | 2:46,0     |
| 02    | Karl Molitor         | Wengen         | 2:49,2     |
| 03    | Fernand Grosjean     | Genf           | 2:56,6     |
| 04    | Karl Gamma           | Andermatt      | 2:57,4     |
| 05    | Georges Schneider    | Chaux-de-Fonds | 2:58,0     |
| 06    | Hans-Otto von Allmen | Mürren         | 3:08,8     |

Datum: Samstag, 28. Februar 1948

#### Slalom
| Platz | Name              | Verein         | Zeit (min) |
| ----- | ----------------- | -------------- | ---------- |
| 01    | Karl Molitor      | Wengen         | 2:08,2     |
| 02    | Georges Schneider | Chaux-de-Fonds | 2:08,4     |
| 03    | Fernand Grosjean  | Genf           | 2:14,2     |
| 04    | Rudolf Graf       | Scheidegg      | 2:14,5     |
| 05    | Karl Gamma        | Andermatt      | 2:19,0     |
| 06    | Jacques Perreten  | Les Diablerets | 2:20,9     |

Datum: Sonntag, 29. Februar 1948

#### Kombination
Die Kombination wurde über eine Punktewertung aus den Ergebnissen von Abfahrt und Slalom berechnet.
| Platz | Name              | Verein         | Punkte |
| ----- | ----------------- | -------------- | ------ |
| 01    | Karl Molitor      | Wengen         | 1,84   |
| 02    | Georges Schneider | Chaux-de-Fonds | 7,51   |
| 03    | Fernand Grosjean  | Genf           | 8,95   |
| 04    | Rudolf Graf       | Scheidegg      | 10,02  |
| 05    | Karl Gamma        | Andermatt      | 13,39  |
| 06    | Ralph Olinger     | Engelberg      | 16,51  |

### Frauen

#### Abfahrt
| Platz | Name            | Verein      | Zeit (min) |
| ----- | --------------- | ----------- | ---------- |
| 01    | Lina Mittner    | Chur        | 1:54,4     |
| 02    | Olivia Ausoni   | Villars     | 1:58,0     |
| 03    | Rosmarie Bleuer | Grindelwald | 2:00,0     |
| 04    | Anni Maurer     | SC Davos    | 2:04,2     |
| 05    | Idly Walpoth    | SC Davos    | 2:09,6     |

Datum: Samstag, 28. Februar 1948

#### Slalom
| Platz | Name            | Verein   | Zeit (min) |
| ----- | --------------- | -------- | ---------- |
| 01    | Olivia Ausoni   | Villars  | 1:42,5     |
| 02    | Mary-Lou Chable | Villars  | 1:49,8     |
| 03    | Renée Clerc     | Le Locle | 1:50,3     |

Datum: Sonntag, 29. Februar 1948

#### Kombination
Die Kombination wurde über eine Punktewertung aus den Ergebnissen von Abfahrt und Slalom berechnet.
| Platz | Name             | Verein      | Punkte |
| ----- | ---------------- | ----------- | ------ |
| 01    | Lina Mittner     | Chur        | 4,28   |
| 02    | Rosmarie Bleuer  | Grindelwald | 4,80   |
| 03    | Olivia Ausoni    | Villars     | 10,91  |
| 04    | Anni Maurer      | SC Davos    | 15,23  |
| 05    | Antoinette Meyer | Hospenthal  | 21,23  |